# Houlbec-Cocherel
Houlbec-Cocherel ist eine französische Gemeinde mit 1270 Einwohnern (Stand 1. Januar 2022) im Département Eure in der Region Normandie. Der Ortsteil Cocherel wurde durch die Schlacht von Cocherel (1364) bekannt. Das im Jahre 1685 entdeckte jungsteinzeitliche Dolmengrab von Cocherel wurde im Jahre 1722 wissenschaftlich beschrieben. Diese Veröffentlichung gilt als älteste archäologische Publikation Nordfrankreichs.

## Geografie

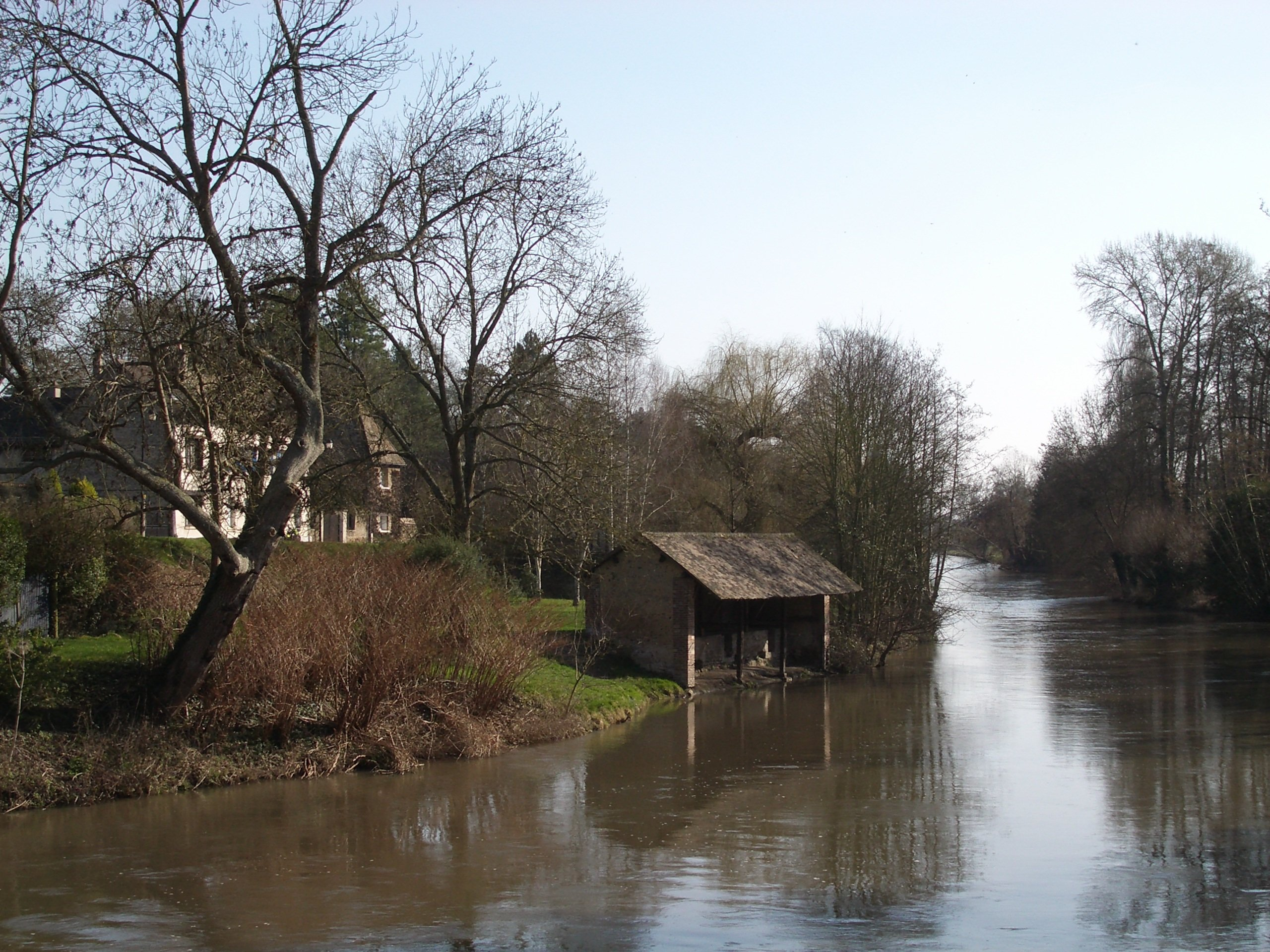
Ein Lavoir an der Eure

Houlbec-Cocherel liegt im Norden Frankreichs am Ostrand des Départements Eure am Rand des Plateaus Madrie, 75 Kilometer nordwestlich von Paris und neun Kilometer südwestlich von Vernon. Nachbargemeinden von Houlbec-Cocherel sind Sainte-Colombe-près-Vernon im Nordwesten, Mercey im Nordosten, Saint-Vincent-des-Bois im Osten, Rouvray im Westen und Hardencourt-Cocherel im Südwesten. Das Gemeindegebiet umfasst 1164 Hektar, die mittlere Höhe beträgt 89 Meter über dem Meeresspiegel, die Mairie steht auf einer Höhe von 130 Metern. Die Eure fließt entlang der südwestlichen Gemeindegrenze.
Die Gemeinde besteht aus dem nördlichen Ortsteil Houlbec, dem südlichen Ortsteil Cocherel und mehreren Weilern. Der Teil von Houlbec, der auf einem Plateau liegt, wird Haut-Houlbec (‚Hoch-Houlbec‘) genannt. Nordwestlich davon liegt der Wald von Houlbec. Bas-Houlbec (‚Nieder-Houlbec‘) liegt im Tal des Baches. Die Ebene von Cocherel liegt teilweise auf dem Gemeindegebiet von Hardencourt-Cocherel.
Im Ortsteil Cocherel besteht die Gefahr von Überschwemmungen der Eure. Im Dezember 1999 trat der Fluss durch den Orkan Lothar über die Ufer. Der Boden in Houlbec-Cocherel ist sehr tonhaltig. In den Jahren 1996 und 2003 kam es durch Austrocknung zu Stabilitätsproblemen.
Houlbec-Cocherel ist einer Klimazone des Typs Cfb (nach Köppen und Geiger) zugeordnet: Warmgemäßigtes Regenklima (C), vollfeucht (f), wärmster Monat unter 22 °C, mindestens vier Monate über 10 °C (b). Es herrscht Seeklima mit gemäßigtem Sommer.

## Geschichte

### Archäologische Funde

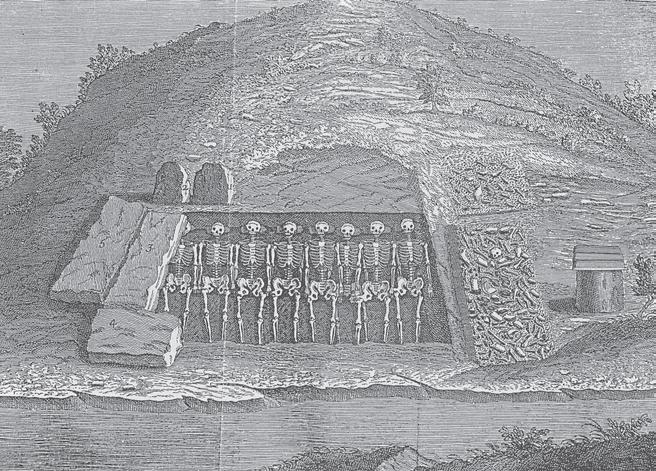
Spätneolithisches Kollektivgrab von Cocherel, Zeichnung aus dem Bericht von 1722

Das Gemeindegebiet ist seit der Jungsteinzeit besiedelt. An verschiedenen Stellen wurden Werkzeuge aus Feuerstein gefunden, geschliffene Steinäxte und sogenannte Polissoirs, Steinblöcke, die zum Schleifen verwendet wurden.
1685 ließ der Seigneur von Cocherel die Eure erweitern, um sie schiffbar zu machen. Dabei fanden die Arbeiter ein Kollektivgrab aus der Jungsteinzeit (Spätneolithikum, etwa 3500–2800 v. Chr.), das 20 Bestattete enthielt. Es war der erste bekannte jungsteinzeitliche Fund in ganz Frankreich. Der Gelehrte Bernard de Montfaucon erwähnte das Grab im Jahre 1721 in einem Übersichtswerk. Der Pfarrer von Cocherel veröffentlichte die Ergebnisse der Ausgrabung 1722. Dieser archäologische Bericht war die erste Veröffentlichung dieser Art in Nordfrankreich. In dem Grab befanden sich etwa zwanzig Skelette und mehrere Artefakte. In Tongefäßen befanden sich Asche und Holzkohle.
1885 fand Abbé Brunet bei Ausgrabungen zwischen der Route de Cocherel und dem Fluss Eure ein gallo-römisches Wohnhaus (52 v. Chr. bis 486). Die Wände im Innenraum waren verputzt und bemalt. Auf weißem Untergrund waren schwarze oder schwarzbraune Wandmalereien. Die Wände hatten außerdem Leisten aus weißem Marmor. In dem Gebäude wurde ein Dreifuß und Scherben von Terra Sigillata gefunden.
Im Weiler Cocherel an der Côte aux Brebis (‚Schafhang‘) wurde im 19. Jahrhundert ein fränkisches Schwert und eine Begräbnisstätte aus der Merowingerzeit (486–751) gefunden.

### Ancien Régime

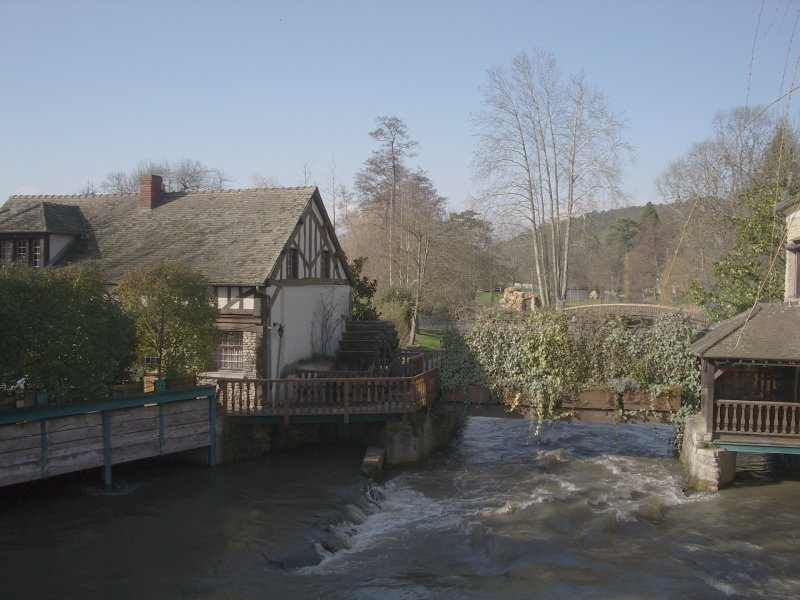
Wassermühle an der Eure

1011 wurde Cocherel erstmals urkundlich erwähnt, als Raoul d’Ivry der Abtei Saint-Ouen in Rouen zwei Wassermühlen und Angelrecht an der Eure in Bas-Cocherel schenkte.
Im 12. Jahrhundert wurde Houlbec erstmals urkundlich als Holbec erwähnt. Ernest Nègre listet den Ortsnamen als „nichtrömisch“ und zitiert François de Beaurepaire. Nach Beaurepaire ist der Ortsname aus dem altnordischen Wort holr für ‚hohl‘ und bekkr für ‚Bach‘ zusammengesetzt. Roger de Baudemont, Seigneur von Houlbec, schenkte dem 1144 gegründeten Zisterzienserkloster La Noë in La Bonneville-sur-Iton die 474 Acre große Gemarkung Chantelou, die später la Moinerie (‚Mönchshof‘) genannt wurde. 1165 erbauten die Mönche dort ein befestigtes Landgut.
Jeder Ortsteil bestand im Ancien Régime aus zwei Lehen. Es gab Houlbec le Prey, Houlbec la Salle, Haut-Cocherel und Bas-Cocherel. Houlbec le Prey war mit 786 Hektar Fläche besonders groß. Houlbec la Salle gehörte zur Kastellanei von Pacy-sur-Eure. Haut-Cocherel gehörte zur Baronie Crévecœur (bei La Croix-Saint-Leufroy). Bas-Cocherel gehörte bis 1578 der Abtei Saint-Ouen in Rouen.

#### Schlacht von Cocherel

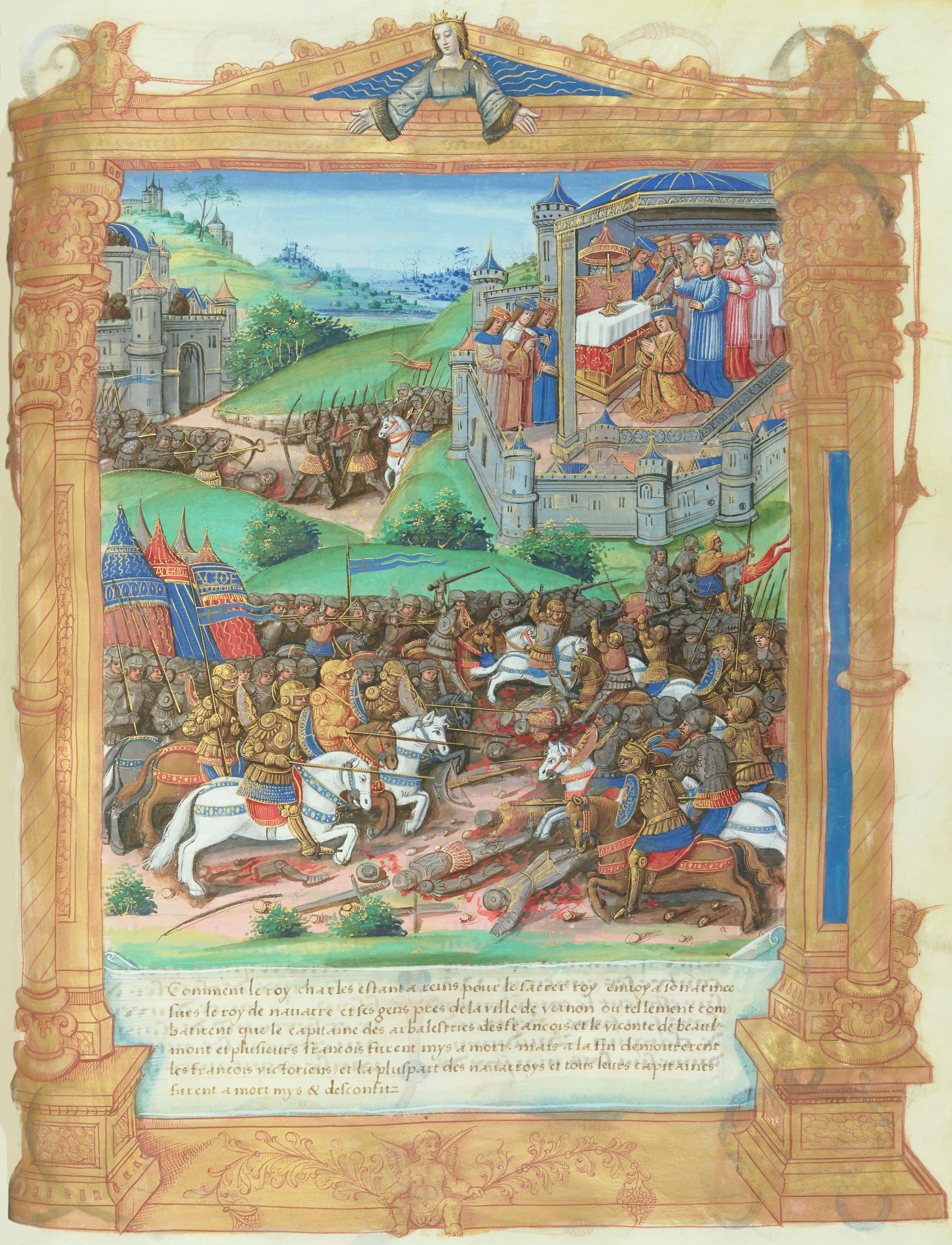
Darstellung der Schlacht von Cocherel aus dem 15. Jahrhundert

Am 16. Mai 1364 fand die Schlacht von Cocherel im Zuge des Hundertjährigen Kriegs (1337–1453) auf der Ebene von Cocherel statt. Die Kontrahenten waren Karl V. von Frankreich und Karl II. von Navarra. Bertrand du Guesclin befehligte das Heer Karls V. und gewann die Schlacht. Der Captal de Buch führte das englisch-navarrische Heer an. Der Bürgermeister von Rouen, Jacques Le Lieur, kämpfte mit seinen Truppen an der Seite von Du Guesclin. Der Berater Karls II., Pierre de Sacquenville, geriet in Gefangenschaft und wurde später in Rouen geköpft. Das Denkmal für diese Schlacht steht auf dem Gemeindegebiet von Hardencourt-Cocherel.

#### Neuzeit
1578 kaufte Jean Le Prévost der Abtei Saint-Ouen in Rouen das Lehen Bas-Cocherel ab. Das Lehen blieb bis zum Ende des 17. Jahrhunderts im Familienbesitz. Dann wechselte es mehrfach den Besitzer. Haut-Cocherel gelangte im 16. Jahrhundert durch Heirat in den Besitz der Seigneurs von Acquigny.
Im 17. Jahrhundert verlor das Kloster la Noë an Bedeutung. Die verfallenen Gebäude in la Moinerie wurden im 18. Jahrhundert restauriert. Am Vorabend der Französischen Revolution (1789–1799) war der klösterliche Besitz von la Moinerie 134,26 Hektar groß.

### Moderne
| Jahr | Einwohner |
| ---- | --------- |
| 1793 | 460       |
| 1821 | 531       |
| 1872 | 437       |
| 1881 | 506       |
| 1911 | 432       |
| 1936 | 325       |
| 1968 | 407       |
| 1982 | 859       |
| 1999 | 1188      |
| 2009 | 1346      |
| 2018 | 1293      |

Das Lehnswesen in Frankreich endete mit der Französischen Revolution. Der Bauernhof des Klosters la Noë wurde am 30. April 1791 als Nationalgut verkauft. Die Gebäude wurden umgebaut oder durch neue Gebäude ersetzt. Das Herrenhaus des Lehens Houlbec la Salle stand in Bas-Houlbec in der Nähe der Kirche. Es wurde in der Revolutionszeit zerstört. 1793 erhielt Houlbec-Cocherel den Status einer Gemeinde und 1801 durch die Verwaltungsreform unter Napoleon Bonaparte (1769–1821) das Recht auf kommunale Selbstverwaltung.
Das Herrenhaus Houlbec le Prey aus dem 15. Jahrhundert brannte gegen Ende des 19. Jahrhunderts nieder. Die Stallungen blieben zwar erhalten, wurden jedoch 1880 erneuert.
Das Schloss Cocherel wurde in der ersten Hälfte des 17. Jahrhunderts gebaut. Von 1791 bis 1920 war es im Besitz der Familie de La Croix. 1944 wurde das Schloss im Zuge des Zweiten Weltkriegs (1939–1945) in Brand gesetzt und danach abgerissen. Es sind nur die ehemaligen Pferdeställe erhalten, sie werden heute als Wohngebäude genutzt.
General Robert Petiet (1880–1967) gelang es im Juni 1940 den Vormarsch der Wehrmacht an der Eure bei Acquigny, La Croix-Saint-Leufroy, Cocherel und Ménilles zu verlangsamen. Houlbec-Cocherel wurde von der Luftwaffe bombardiert. Dabei wurde die Brücke von Cocherel zerstört.
Seit der zweiten Hälfte des 20. Jahrhunderts stieg die Bevölkerungszahl stark an.

## Kultur und Sehenswürdigkeiten
Die Wassermühle von Cocherel wurde im 18. Jahrhundert erbaut. 1943 bildete sie zusammen mit der Wassermühle auf der anderen Seite des Flusses, die zur Gemeinde Hardencourt-Cocherel gehörte, einen Site classé (Kultur- und Naturdenkmal). Später wurde sie aber umgebaut und als Wohnhaus genutzt.

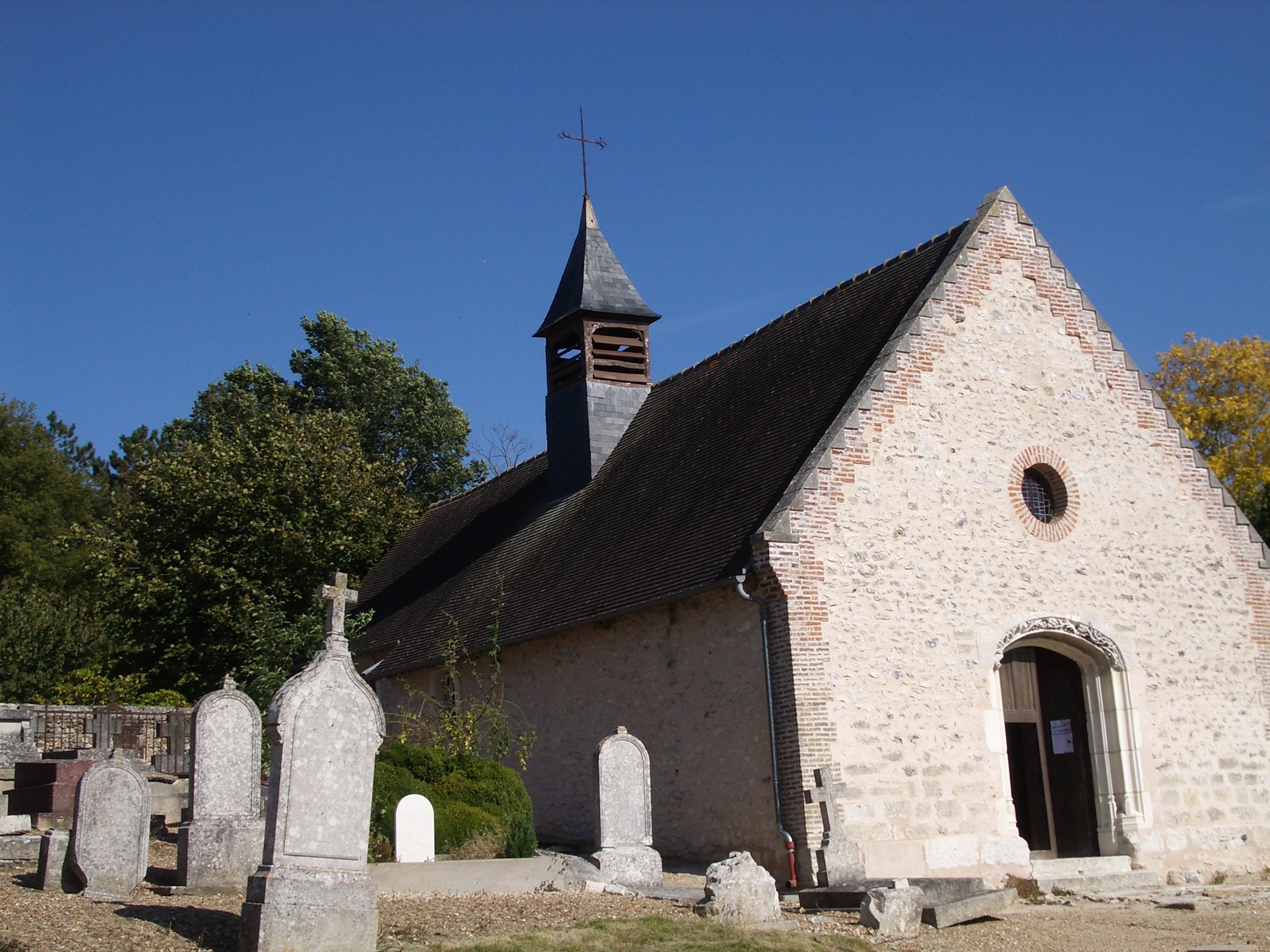
Kirche Notre-Dame

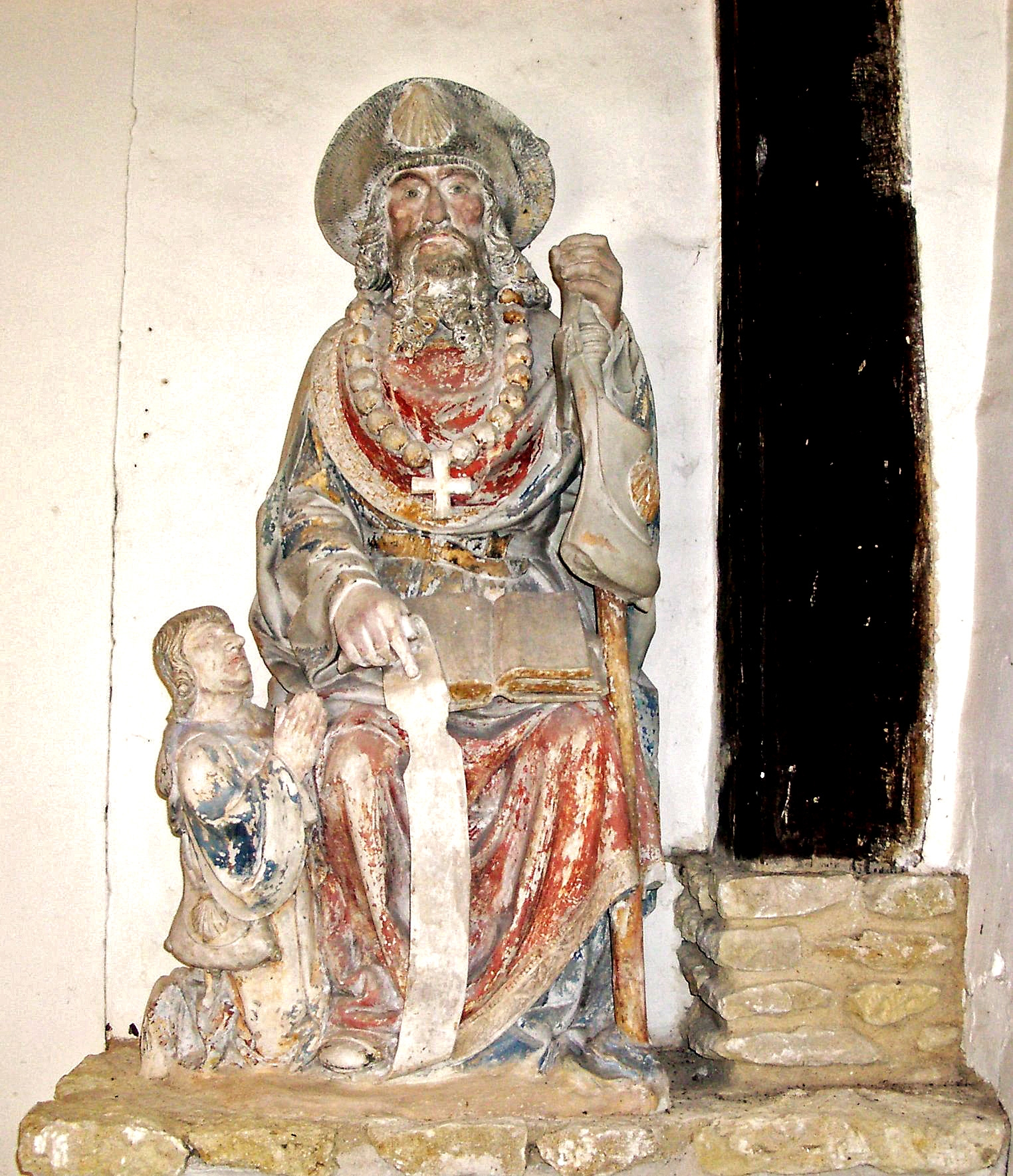
Statue des Jakobus Zebedäus

Die römisch-katholische Gemeinschaft Ménilles gehört zur Pfarrei Pacy Vallée d’Eure des Bistums Évreux. Es gibt zwei Kirchen in der Gemeinde. Die Kirche Saint-Pierre in Houlbec und Notre-Dame in Cocherel.
Die Kirche Notre-Dame wurde im 12. Jahrhundert erbaut. Das Kirchenpatronat hatte zuerst die Abtei Saint-Ouen in Rouen, dann der Seigneur von Houlbec und Cocherel. Das Eingangsportal mit seinen gotischen Ornamenten ist erhalten. Im 16., 18. und 19. Jahrhundert wurde die Kirche restauriert. Der Kirchturm stammt aus dem 18. Jahrhundert. 1955 wurde die Kirche erneut restauriert und die Einrichtung erneuert. In der Kirche gibt es mehrere Gemälde und Statuen aus dem 15. bis 17. Jahrhundert. Einige Objekte sind als Monument historique (‚historisches Denkmal‘) klassifiziert, dazu gehört ein silberner Kelch aus dem 18. Jahrhundert, eine Statue des Jakobus Zebedäus aus dem Ende des 15. oder Beginn des 16. Jahrhunderts und eine Statue des gefesselten Jesus aus der gleichen Zeit.

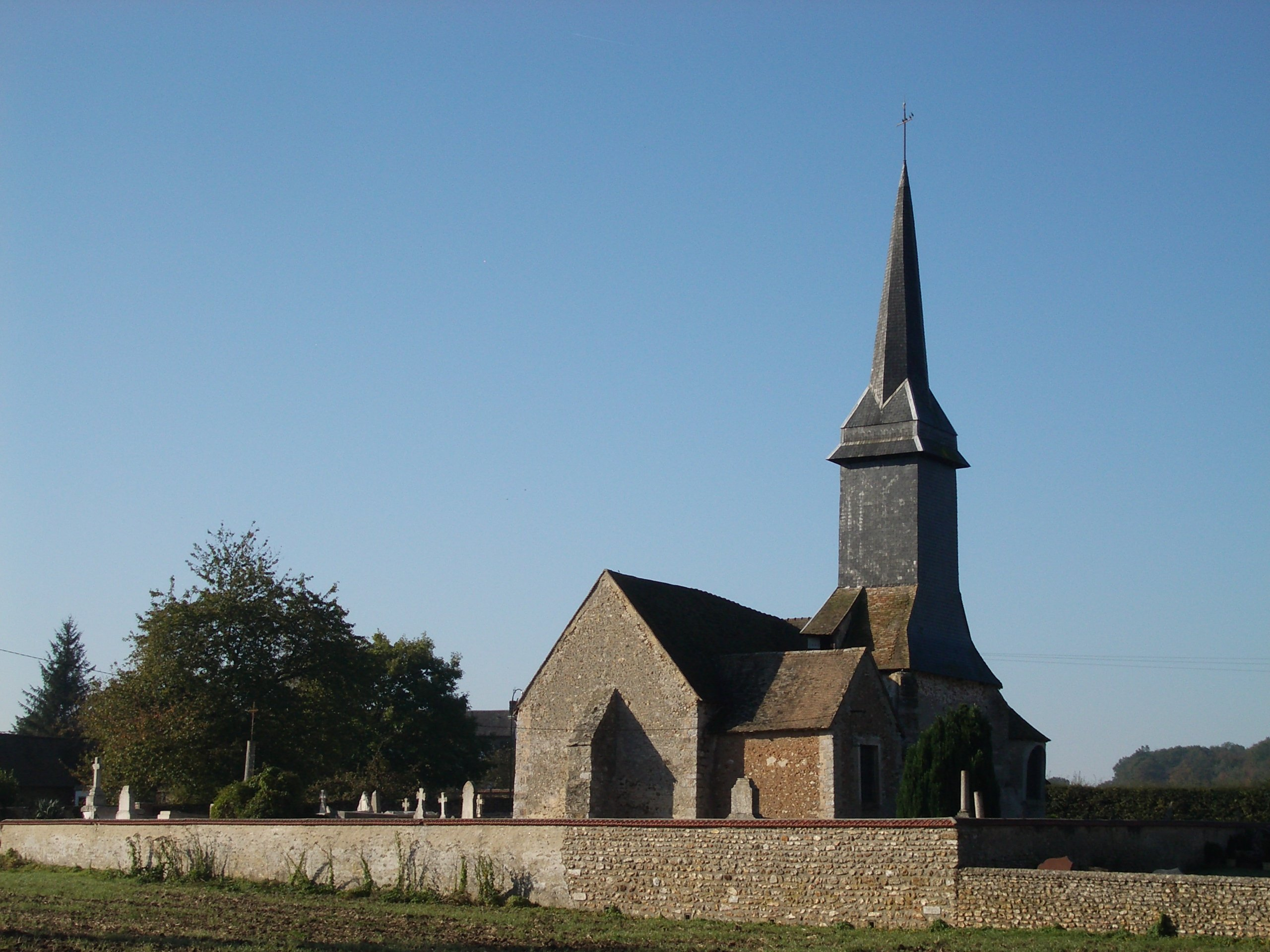
Kirche Saint-Pierre

Die Kirche Saint-Pierre wurde im 16. Jahrhundert erbaut, aus jener Zeit ist nur der nördliche Arm des Querschiffs erhalten. Im 19. Jahrhundert wurde die Kirche vergrößert. Das Kirchenschiff wurde verlängert, neu gefliest, es wurden neue Fenster eingesetzt, das Dach wurde neu gedeckt und es wurde ein Eingangsportal gebaut. Der Kirchturm wurde repariert. 1986 wurden die Fenster aus dem 19. Jahrhundert restauriert. Auch in dieser Kirche gibt es denkmalgeschützte Objekte, zum Beispiel eine Statue des Simon Petrus aus dem 16. Jahrhundert. Außerdem stehen die Prozessionsfahnen der Confrérie de charité (‚Bruderschaft der Barmherzigkeit‘) in der Kirche.
Kirche und Friedhof von Cocherel mit dem Grab Aristide Briands sind als Site classé denkmalgeschützt, die Ebene von Cocherel, wo die Schlacht stattfand, und die Brücke von Cocherel sind als Site inscrit denkmalgeschützt. Die Brücke steht an der gleichen Stelle wie die Brücke, über die Du Guesclin 1364 zur Schlacht ritt. 1846 wurde eine neue befahrbare Brücke gebaut, sie wurde 1940 zerstört und bald darauf durch eine Brücke im gleichen Stil ersetzt.

## Wirtschaft und Infrastruktur
Im Jahr 2009 waren 11,8 Prozent der Erwerbstätigen in der Gemeinde beschäftigt, die anderen waren Pendler. 5,2 Prozent der Arbeitnehmer waren arbeitslos.
Es gibt in Houlbec-Cocherel zwei Pensionen (Chambre d’hôtes) mit einer Bewertung von drei Ähren, die an die Initiative Gîtes de France angeschlossen sind. Die Gîtes werden einer Klassifikation unterzogen, wobei 1 bis 5 Ähren als Gütezeichen vergeben werden. Außerdem gibt es mehrere Geschäfte und Handwerksbetriebe sowie eine Hundepension.
Die Primarschule von Houlbec-Cocherel wird zugleich als Kindergarten genutzt. Weiterführende Schulen sind Collèges in Saint-Marcel und Vernon sowie ein Gymnasium in Vernon.
Der nächste Bahnhof steht in Vernon. Der nächste Flughafen ist der 11,7 Kilometer entfernt liegende Flughafen von Évreux.

### Lokale Produkte
Auf dem Gemeindegebiet gelten geschützte geographische Angaben (IGP) für Schweinefleisch (Porc de Normandie), Geflügel (Volailles de Normandie) und Cidre (Cidre de Normandie und Cidre normand).

## Persönlichkeiten

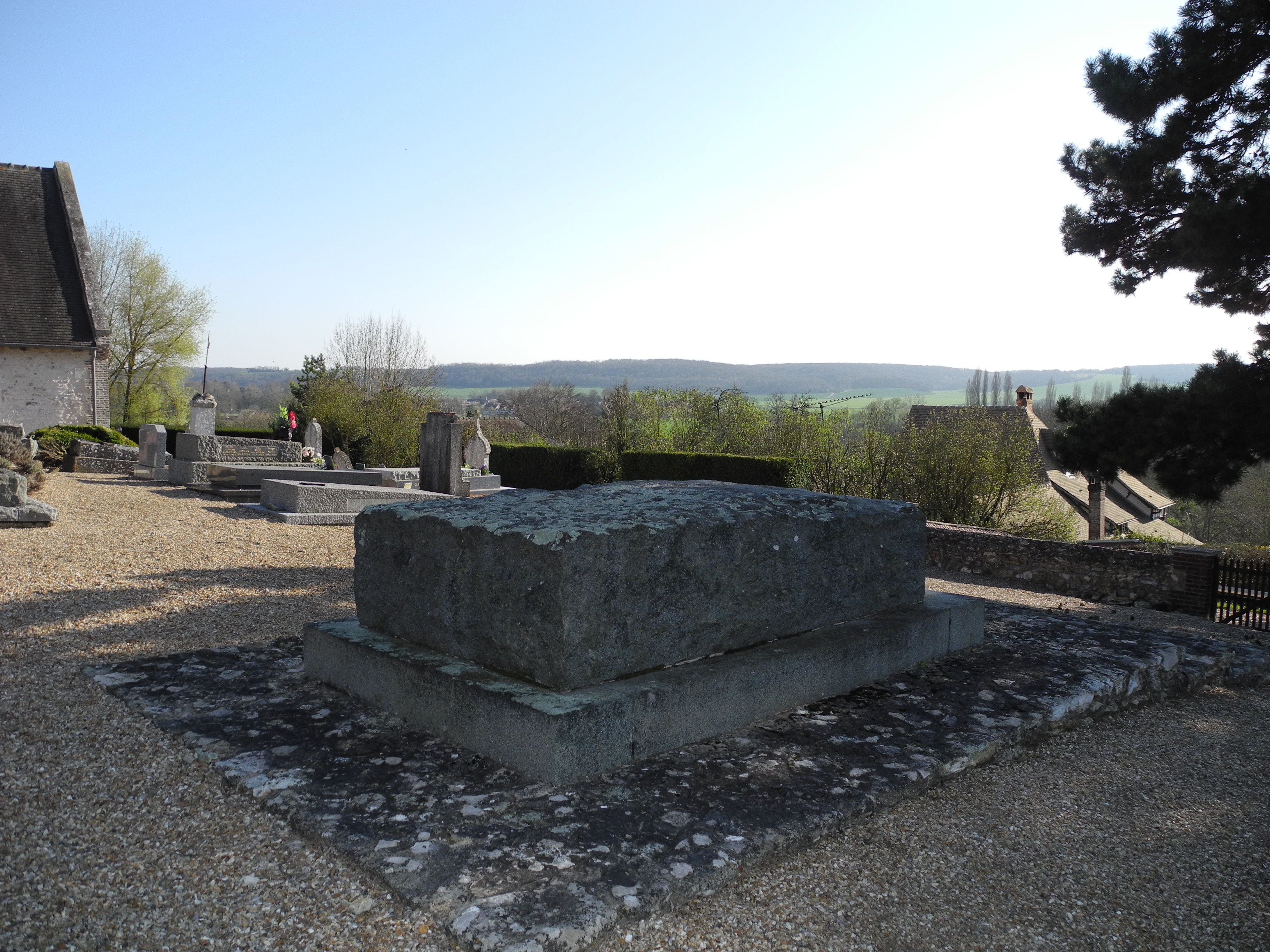
Grab von Aristide Briand auf dem Friedhof von Cocherel

- Aristide Briand (1862–1932), Politiker, kaufte 1913 oder 1914 den Bauernhof Les Hulottes in Cocherel und besaß später 700 Hektar Land auf dem Gemeindegebiet.[5][6]